# Liste des sénateurs belges (législature 1908-1910)
Pour les articles homonymes, voir Liste des sénateurs belges.

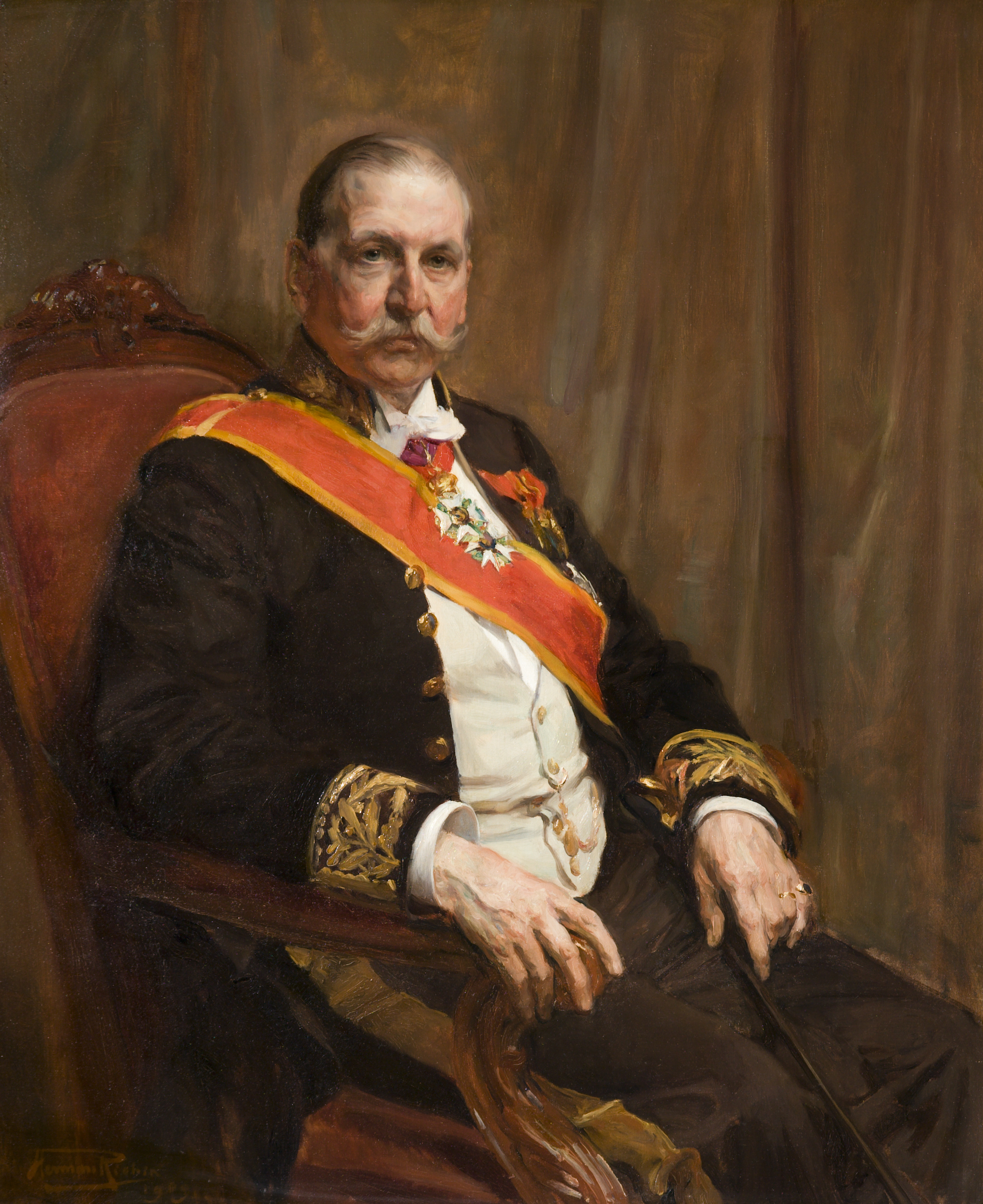
Le vicomte Simonis, président du sénat

Liste des sénateurs pour la législature 1908-10 en Belgique, à la suite des élections législatives par ordre alphabétique.

## Président
- Alfred Simonis

## Membres

### élus
1. Victor Allard (arr. Bruxelles)
2. baron Alfred Ancion (arr.Huy-Waremme)
3. Ernest Bergmann (arr. Malines-Turnhout)
4. Hyacinthe Bernaeijge (arr. Audenarde-Alost)
5. Paul Berryer (arr. Liège; catholique)
6. Gustave Boël (arr. Mons-Soignies)
7. Conrad Braun (arr. Bruxelles; catholique)
8. Joseph Brulé (arr. Nivelles)
9. Charles Cools (arr. Malines/Turnhout)
10. Emile Coppieters (arr. Liège; socialiste)
11. Hercule Coullier de Mulder (arr. Termonde-Saint-Nicolas; libéral)
12. Camille De Bast (arr.Gand-Eeklo; libéral)
13. Léon de Bruyn (arr. Termonde-Saint-Nicolas) (+ 17.10.1908) remplacé 10.11.1908 par Joseph Van Naemen
14. Fernand Defuisseaux (arr. Mons-Soignies)
15. comte Charles de Hemricourt de Grunne, secrétaire (arr. Hasselt-Tongres-Maaseik)
16. vicomte Fernand de Jonghe d'Ardoye, questeur (arr.Roulers-Tielt; catholique)
17. Eugène de Kerchove d'Exaerde (arr.Audenarde-Alost)
18. Edgard de Kerchove d'Ousselghem (arr. Gand-Eeklo; catholique)
19. Jean-Alfred de Lanier (arr.Bruges)
20. comte Henri de Mérode-Westerloo (arr.Malines-Turnhout) (+ 13.07.1908) remplacé 2.08.1908 par Jules Wittmann
21. comte Werner de Merode (arr. Charleroi-Thuin)
22. Émile De Mot (arr. Bruxelles)
23. Eugène Derbaix (arr. Charleroi-Thuin)
24. comte Jean de Renesse (arr.Hasselt-Tongres-Maaseik)
25. comte Adolphe Christyn de Ribaucourt (arr. Termonde-Saint-Nicolas)
26. Vital De Ridder (arr. Courtrai-Ypres)
27. Oscar de Séjournet (arr. Tournai-Ath)
28. baron Walthère de Selys Longchamps (arr. Namur-Dinant-Philippeville)
29. Joseph Devolder (arrts du Luxembourg; catholique)
30. baron Albert d'Huart, secrétaire (arrts de Namur)
31. Ferdinand Dierman (arr. Gand-Eeklo; libéral)
32. Jules Dufrane (arr. Mons-Soignies; socialiste)
33. Émile Dupont (arr. Liège) 2e vice-président
34. comte Hippolyte d'Ursel (arr.Bruxelles) (démission 21.8.1908) remplacé 10.11.1908 par Casimir Du Bost
35. Alfred Février (arr. Namur-Dinant-Philippeville)
36. Théophile Finet (arrts du Luxembourg)
37. Louis Franck (arr. Liège)
38. Prosper Hanrez (arr . Bruxelles; libéral)
39. Auguste Houzeau de Lehaie (arr. Charleroi-Thuin; socialiste)
40. Armand Hubert[1] (arr.Mons-Soignies)
41. Emile Huet (arr. Charleroi-Thuin)
42. Louis Le Clef (arr. Anvers)
43. Armand Libioulle (arr. Charleroi-Thuin; socialiste)
44. Alfred Magis (arr. Liège; libéral)
45. Ernest Mélot (arrts de Namur)
46. Henri Mertens (nl) (arr. Termonde-Saint-Nicolas; catholique)
47. baron Adile Mulle de Terschueren (arr. Roulers-Tielt)
48. Léon Naveau (arr. Huy-Waremme)
49. baron Alfred Orban de Xivry (arrts. du Luxembourg)
50. Édouard Peltzer de Clermont (arr. Verviers; libéral)
51. Edmond Piret-Goblet (arr. Charleroi-Thuin)
52. Paul Raepsaet, secrétaire (arr. Audenarde-Alost)
53. Jules Roberti (arr. Louvain)
54. vicomte Alfred Simonis, président au 28.8.1908 (arr.Verviers)
55. Edmond Steurs (arr. Charleroi-Thuin; libéral)
56. baron Alphonse Stiénon du Pré (arr. Tournai-Ath)
57. comte Arnold 't Kint de Roodenbeke (arr. Gand-Eeklo; catholique)
58. Armand Van den Nest (arr. Anvers)
59. Paul Vandenpeereboom (arr.Courtrai-Ypres)
60. Léon Vanderkelen (arr. Louvain)
61. Alphonse van de Velde (arr.Mons-Soignies)
62. Eugène Van de Walle (arr. Anvers)
63. comte René Van de Werve (arr.Malines-Turnhout) (démission en 1909)
64. Léon Van Ockerhout (arr. Bruges)
65. Charles Van Vreckem (arr. Audenarde-Alost)
66. Guillaume van Zuylen (arr. Liège)
67. Aloïs Verbeke (arr.Furnes-Dixmude-Ostende)
68. Astère Vercruysse de Solart (arr.Gand-Eeklo)
69. Georges Vercruysse (nl) (arr.Courtrai-Ypres)
70. Adolphe Verspreeuwen (arr. Anvers) (+ 5.10.1908)
71. baron Edmond Whettnall, questeur (arr. Hasselt-Tongres-Maaseik)
72. Samson Wiener (arr. Bruxelles)
73. Jules Wittmann (arr. Malines-Turnhout)

### provinciaux
1. Arthur Bastien
2. Pascal Braconier
3. Albert Cappelle
4. Alfred Claeys-Boúúaert
5. Auguste Cools
6. baron Paul de Favereau, 1er vice-président
7. Emile Delannoy
8. baron Hermann della Faille d'Huysse
9. comte Paul de Smet de Naeyer
10. Raphael de Spot (nl)
11. Adolphe Devos
12. Ferdinand Elbers
13. Victor Fris
14. comte Eugène Goblet d'Alviella, secrétaire
15. Émile Henricot (+ 12.3.1910)
16. Léon Hiard
17. MgrEugène Keesen
18. Henri La Fontaine, secrétaire
19. Théodore Léger
20. Charles Magnette
21. François-Guillaume Meyers
22. Octave Selb
23. Jules Vandenpeereboom
24. Antoine Vanderborght